# Fannia pseudonorvegica
Fannia pseudonorvegica is een vliegensoort uit de familie van de Fanniidae. De wetenschappelijke naam van de soort is voor het eerst geldig gepubliceerd in 1966 door d'Assis-Fonseca.